# Billie Whitelaw
Billie Whitelaw, född 6 juni 1932 i Coventry, West Midlands, död 21 december 2014 i Northwood, Hillingdon, London, var en brittisk skådespelare.
Whitelaw gjorde scendebut 1950 efter en kort erfarenhet som regiassistent. Filmdebut 1959. Hon hade under 1960-talet en framskjutande plats inom brittisk TV, film och teater. Hon belönades med en BAFTA för sin roll i Charlie Bubbles (1967). 
Åren 1952-1966 var Whitelaw gift med skådespelaren Peter Vaughan.

## Filmografi i urval
- 1959 – Bobbikins
- 1960 – Pälsligan
- 1961 – No Love for Johnny
- 1967 – Charlie Bubbles
- 1970 – Vackert, brorsan!
- 1972 – Frenzy
- 1973 – Nattmaran
- 1973 – Inte jag
- 1976 – Omen
- 1981 – Påhittige Schulz (TV-serie)
- 1987 – Maurice
- 1996 – Jane Eyre
- 1998 – Merlin
- 2000 – The Last of the Blonde Bombshells
- 2000 – Quills
- 2007 – Hot Fuzz